# 黄山头镇 (公安县)
黄山头镇，是中华人民共和国湖北省荆州市公安县下辖的一个乡镇级行政单位。

## 行政区划
黄山头镇下辖以下地区：
界沟社区、纪念塔社区、北宫咀社区、天保村、丁家咀村、合子垸村、栗树窖村、北宫咀村、谭家村、邵家岗村、建红村、肖家咀村、永兴垸村、新堤村、上升村、曾口村、马鞍山村和黄山林场生活区。